# Jon Tester
Raymond Jon Tester (* 21. srpna 1956, Havre, Montana) je americký zemědělec a politik. V letech 2007 až 2025 byl demokratickým senátorem USA za Montanu. V předchozích letech působil jako poslanec v senátu Montany.
Mandát senátora nejprve získal v roce 2006, přičemž v letech 2012 a 2018 byl znovuzvolen. V roce 2024 se mu však mandát obhájit nepodařilo, když jej s rozdílem asi 7 % hlasů porazil Republikán Tim Sheehy. V poměrně konzervativním státě působil jako poměrně progresivní politik. Byl také jediným senátorem, který byl zároveň zemědělcem, v Senátu USA zastupoval americký venkov. V minulosti vedl kampaň za ochranu životního prostředí ve venkovských oblastech Montany.